# Xiaomi Mi 10 Ultra
Xiaomi Mi 10 Ultra — смартфон, розроблений компанією Xiaomi, що є покращеною версією Xiaomi Mi 10. Був представлений 11 серпня 2020 року на онлайн-презентації Xiaomi присвяченій в честь 10-ліття компанії.

## Дизайн

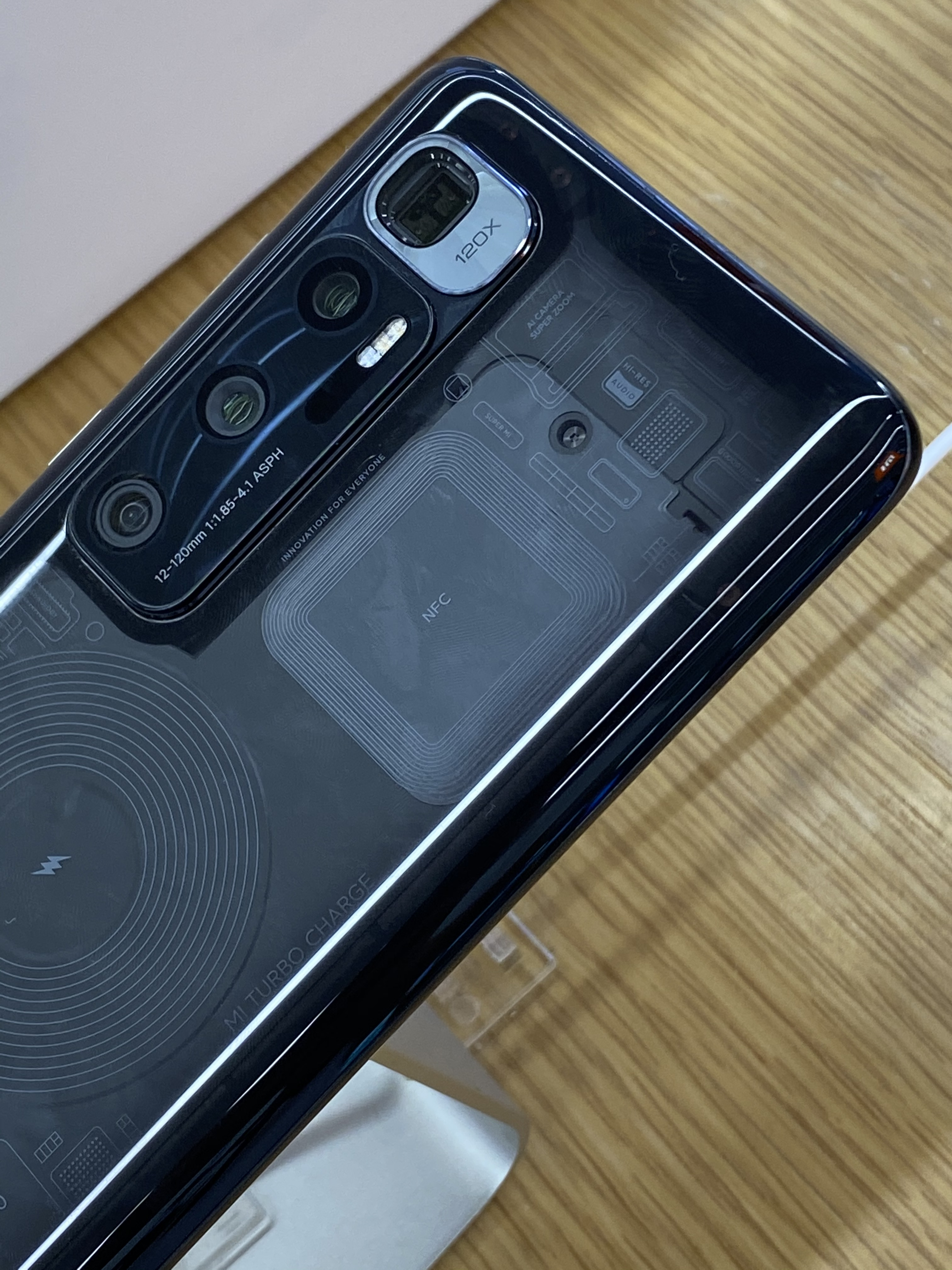
Модулі основної камери в прозорій версії Mi 10 Ultra

Екран виконаний зі скла Corning  Gorilla Glass 5. Задня панель виконана зі скла Gorilla Glass 6. Бокова частина смартфона виконана з металу (алюмінію).
Знизу розміщені роз'єм USB-C, динамік, мікрофон та слот під 2 SIM-картки. Зверху розташовані другий динамік, другий мікрофон та ІЧ-порт. З правого боку розміщені кнопки регулювання гучності та кнопка блокування смартфону.
Xiaomi Mi 10 Ultra продається в 3 кольорах: Obsidian Black (чорний), Mercury Silver (сріблястий) та Transparent Edition (прозора версія).

## Технічні характеристики

### Платформа
Смартфон отримав процесор Qualcomm Snapdragon 865 та графічний процесор Adreno 650.
Також смартфон отримав покращену систему охолодження LiquidCool 2.0, що включає 6 шарів графіту та 8 температурних датчиків, аби краще відводити тепло від процесора та інших компонентів і тримати максимальне навантаження без зниження продуктивності протягом тривалого часу.

### Батарея
Батарея отримала об'єм 4500 мА·год та підтримку 120-ватної швидкої, швидкої 50-ватної бездротової зарядки та зворотної бездротової зарядки потужністю 10 Вт.

### Камера
Смартфон отримав основну квадрокамеру 48 Мп, f/1.9 (ширококутний) + 48 Мп, f/4.1 (перископічний телеоб'єктив) з 5x оптичним та 120x гібридним зумом + 12 Мп, f/2.0 (телеоб'єктив) з 2x оптичним зумом + 20 Мп, f/2.2 (ультраширококутний) з фазовим автофокусом, оптичною стабілізацією та здатністю запису відео в роздільній здатності 8K@24fps. Фронтальна камера отримала роздільність 20 Мп, діафрагму f/2.3 (ширококутний) та здатність запису відео в роздільній здатності 1080p@30fps.

### Екран
Екран AMOLED, 6.67", FullHD+ (2340 × 1080) зі щільністю пікселів 386 ppi, співвідношенням сторін 19.5:9, частотою оновлення екрану 120 Гц та круглим вирізом під фронтальну камеру, що знаходиться зверху в лівому кутку. Також в екран вмонтований сканер відбитку пальця.

### Звук
Смартфон отримав стереодинаміки. Динаміки розташовані на верхньому та нижньому торцях.

### Пам'ять
Смартфон продається в комплектаціях 8/128, 8/256, 12/256 та 12/512 ГБ.

### Програмне забезпечення
Смартфон був випущений на MIUI 12 на базі Android 10. Був оновлений до MIUI 14 на базі Android 13.